# 西川大祐
西川 大祐（にしかわ だいすけ、1970年1月30日 - ）は、日本のフィギュアスケート選手（男子シングル）。京都府出身。1990年全日本フィギュアスケート選手権3位。同志社大学卒業。

## 経歴
1985年、全日本ジュニア選手権で3位に入り、初出場となった世界ジュニア選手権では14位に終わる。
1986年、全日本ジュニア選手権で優勝を果たし、2年連続出場となった世界ジュニア選手権では13位となる。1988年、国民体育大会に京都府代表で出場し、少年男子で優勝する。1989年、ラリック杯に出場し10位に終わる。
1990年、全日本選手権に出場し鍵山正和、村田光弘に続いて3位に入る。1991年、ネイションズカップに出場し5位に入る。

## 主な戦績
| 大会/年              | 1985-86 | 1986-87 | 1987-88 | 1988-89 | 1989-90 | 1990-91 | 1991-92 |
| -------------------- | ------- | ------- | ------- | ------- | ------- | ------- | ------- |
| 世界ジュニア選手権   | 14      | 13      |         |         |         |         |         |
| 全日本選手権         |         |         |         |         |         | 3       |         |
| 全日本ジュニア選手権 | 3       | 1       |         |         |         |         |         |
| ラリック杯           |         |         |         |         | 10      |         |         |
| ネイションズカップ   |         |         |         |         |         |         | 5       |
| 国民体育大会         |         |         | 1       |         |         |         |         |